# Copa del Rey de fútbol 1997-98
La Copa del Rey de fútbol 1998 es la edición número 94 de la competición. Se disputa desde septiembre de 1997 hasta abril de 1998, con la participación de 66 equipos de la Primera, Segunda División y Segunda División B. Aunque jueguen en dichas categorías, no tienen permitida la participación equipos filiales de otros clubes.
Los equipos de Primera División comienzan la competición en los treintaidosavos de final.
Clubes activos en competiciones europeas (Real Madrid, FC Barcelona , Real Betis, 
Athletic Club, Atlético de Madrid, Deportivo La Coruña, Real Valladolid) no disputaron la copa hasta los octavos de final.

## Ronda previa
La eliminatoria se decidió a doble partido, disputados el 3 de septiembre de 1997 y el 10 de septiembre de 1997.

### Cuadro
| Equipo 1                   | Agr. | Equipo 2                 | Ida | Vuelta |
| -------------------------- | ---- | ------------------------ | --- | ------ |
| Caudal Deportivo           | 3-3  | C. D. Ourense            | 2-3 | 1-0    |
| S. D. Lemona               | 1-2  | S. D. Eibar              | 0-1 | 1-1    |
| Barakaldo C. F.            | 1-4  | C. Atlético Osasuna      | 1-0 | 0-4    |
| Burgos C. F.               | 3-1  | C. D. Logroñés           | 1-0 | 2-1    |
| C. D. Aurrerá de Vitoria   | 1-2  | Deportivo Alavés         | 1-0 | 0-2    |
| Zamora C. F.               | 4-5  | C. D. Numancia           | 1-3 | 3-2    |
| C. D. Endesa Andorra       | 1-6  | U. E. Lleida             | 0-3 | 1-3    |
| C. Gimnàstic de Tarragona  | 0-3  | U. E. Figueres           | 0-2 | 0-1    |
| U. D. A. Gramanet Milán    | 2-2  | C. F. Sóller             | 1-2 | 1-0    |
| U. P. Plasencia            | 1-2  | C. F. Extremadura        | 1-1 | 0-1    |
| Moralo C. P.               | 1-1  | C. D. Badajoz            | 1-1 | 0-0    |
| C. D. Leganés              | 1-2  | Rayo Vallecano de Madrid | 0-0 | 1-2    |
| C. D. Manchego             | 4-6  | Albacete Balompié        | 1-3 | 3-3    |
| Talavera C. F.             | 0-2  | C. D. Toledo             | 0-0 | 0-2    |
| Ontinyent C. F.            | 2-4  | Hércules C. F.           | 1-2 | 1-2    |
| Novelda C. F.              | 5-4  | Levante U. D.            | 4-4 | 1-0    |
| Elche C. F.                | 1-0  | Villarreal C. F.         | 0-0 | 1-0    |
| Écija Balompié             | 2-3  | Xerez C. D.              | 2-1 | 0-2    |
| Isla Cristina C. D.        | 4-4  | Sevilla F. C.            | 1-2 | 3-2    |
| R. C. Recreativo de Huelva | 4-2  | Córdoba C. F.            | 1-1 | 3-1    |
| Almería C. F.              | 2-2  | Real Jaén C. F.          | 2-1 | 0-1    |
| Motril C. F.               | 0-2  | Lorca C. F.              | 0-1 | 0-1    |
| U. D. Pájara-Playas Jandía | 4-5  | U. D. Las Palmas         | 3-1 | 1-4    |

### Partidos
| Ida; 3 de septiembre de 1997 | Caudal Deportivo | 2-3 | C. D. Ourense |  |  |

| Vuelta; 10 de septiembre de 1997 | C. D. Ourense | 0-1 (Global 3-3) | Caudal Deportivo |  |  |

| Ida; 3 de septiembre de 1997 | S. D. Lemona | 0-1 | S. D. Eibar |  |  |

| Vuelta; 10 de septiembre de 1997 | S. D. Eibar | 1-1 (Global 2-1) | S. D. Lemona |  |  |

| Ida; 3 de septiembre de 1997 | Barakaldo C. F. | 1-0 | C. Atlético Osasuna |  |  |

| Vuelta; 10 de septiembre de 1997 | C. Atlético Osasuna | 4-0 (Global 4-1) | Barakaldo C. F. |  |  |

| Ida; 3 de septiembre de 1997 | Burgos C. F. | 1-0 | C. D. Logroñés |  |  |

| Vuelta; 10 de septiembre de 1997 | C. D. Logroñés | 1-2 (Global 1-3) | Burgos C. F. |  |  |

| Ida; 3 de septiembre de 1997 | C. D. Aurrerá de Vitoria | 1-0 | Deportivo Alavés |  |  |

| Vuelta; 10 de septiembre de 1997 | Deportivo Alavés | 2-0 (Global 2-1) | C. D. Aurrerá de Vitoria |  |  |

| Ida; 3 de septiembre de 1997 | Zamora C. F. | 1-3 | C. D. Numancia |  |  |

| Vuelta; 10 de septiembre de 1997 | C. D. Numancia | 2-3 (Global 5-4) | Zamora C. F. |  |  |

| Ida; 3 de septiembre de 1997 | C. D. Endesa Andorra | 0-3 | U. E. Lleida |  |  |

| Vuelta; 10 de septiembre de 1997 | U. E. Lleida | 3-1 (Global 6-1) | C. D. Endesa Andorra |  |  |

| Ida; 3 de septiembre de 1997 | C. Gimnàstic de Tarragona | 0-2 | U. E. Figueres |  |  |

| Vuelta; 10 de septiembre de 1997 | U. E. Figueres | 1-0 (Global 3-0) | C. Gimnàstic de Tarragona |  |  |

| Ida; 3 de septiembre de 1997 | U. D. A. Gramanet Milán | 1-2 | C. F. Sóller |  |  |

| Vuelta; 10 de septiembre de 1997 | C. F. Sóller | 0-1 (Global 2-2) | U. D. A. Gramanet Milán |  |  |

| Ida; 3 de septiembre de 1997 | U. P. Plasencia | 1-1 | C. F. Extremadura |  |  |

| Vuelta; 10 de septiembre de 1997 | C. F. Extremadura | 1-0 (Global 2-1) | U. P. Plasencia |  |  |

| Ida; 3 de septiembre de 1997 | Moralo C. P. | 1-1 | C. D. Badajoz |  |  |

| Vuelta; 10 de septiembre de 1997 | C. D. Badajoz | 0-0 (Global 1-1) | Moralo C. P. |  |  |

| Ida; 3 de septiembre de 1997 | C. D. Leganés | 0-0 | Rayo Vallecano de Madrid |  |  |

| Vuelta; 10 de septiembre de 1997 | Rayo Vallecano de Madrid | 2-1 (Global 2-1) | C. D. Leganés |  |  |

| Ida; 3 de septiembre de 1997 | C. D. Manchego | 1-3 | Albacete Balompié |  |  |

| Vuelta; 10 de septiembre de 1997 | Albacete Balompié | 3-3 (Global 6-4) | C. D. Manchego |  |  |

| Ida; 3 de septiembre de 1997 | Talavera C. F. | 0-0 | C. D. Toledo |  |  |

| Vuelta; 10 de septiembre de 1997 | C. D. Toledo | 2-0 (Global 2-0) | Talavera C. F. |  |  |

| Ida; 3 de septiembre de 1997 | Ontinyent C. F. | 1-2 | Hércules C. F. |  |  |

| Vuelta; 10 de septiembre de 1997 | Hércules C. F. | 2-1 (Global 4-2) | Ontinyent C. F. |  |  |

| Ida; 3 de septiembre de 1997 | Novelda C. F. | 4-4 | Levante U. D. |  |  |

| Vuelta; 10 de septiembre de 1997 | Levante U. D. | 0-1 (Global 4-5) | Novelda C. F. |  |  |

| Ida; 3 de septiembre de 1997 | Elche C. F. | 0-0 | Villarreal C. F. |  |  |

| Vuelta; 10 de septiembre de 1997 | Villarreal C. F. | 0-1 (Global 0-1) | Elche C. F. |  |  |

| Ida; 3 de septiembre de 1997 | Écija Balompié | 2-1 | Xerez C. D. |  |  |

| Vuelta; 10 de septiembre de 1997 | Xerez C. D. | 2-0 (Global 3-2) | Écija Balompié |  |  |

| Ida; 3 de septiembre de 1997 | Isla Cristina C. D. | 1-2 | Sevilla F. C. |  |  |

| Vuelta; 10 de septiembre de 1997 | Sevilla F. C. | 2-3 (Global 4-4) | Isla Cristina C. D. |  |  |

| Ida; 3 de septiembre de 1997 | R. C. Recreativo de Huelva | 1-1 | Córdoba C. F. |  |  |

| Vuelta; 10 de septiembre de 1997 | Córdoba C. F. | 1-3 (Global 2-4) | R. C. Recreativo de Huelva |  |  |

| Ida; 3 de septiembre de 1997 | Almería C. F. | 2-1 | Real Jaén C. F. |  |  |

| Vuelta; 10 de septiembre de 1997 | Real Jaén C. F. | 1-0 (Global 2-2) | Almería C. F. |  |  |

| Ida; 3 de septiembre de 1997 | Motril C. F. | 0-1 | Lorca C. F. |  |  |

| Vuelta; 10 de septiembre de 1997 | Lorca C. F. | 1-0 (Global 2-0) | Motril C. F. |  |  |

| Ida; 3 de septiembre de 1997 | U. D. Pájara-Playas Jandía | 3-1 | U. D. Las Palmas |  |  |

| Vuelta; 10 de septiembre de 1997 | U. D. Las Palmas | 4-1 (Global 5-4) | U. D. Pájara-Playas Jandía |  |  |

## Primera ronda
La eliminatoria se decidió a doble partido, disputados entre los días 8 de octubre de 1997 y el 29 de octubre de 1997.

### Cuadro
| Equipo 1                 | Agr. | Equipo 2                       | Ida | Vuelta |
| ------------------------ | ---- | ------------------------------ | --- | ------ |
| C. D. Ourense            | 1-3  | R. C. Celta de Vigo            | 0-1 | 1-2    |
| Deportivo Alavés         | 1-0  | Real Oviedo                    | 1-0 | 0-0    |
| S. D. Eibar              | 0-1  | S. D. Compostela               | 0-0 | 0-1    |
| C. D. Numancia           | 2-3  | R. Racing C. de Santander      | 2-2 | 0-1    |
| Burgos C. F.             | 0-2  | Real Sociedad de F.            | 0-2 | 0-0    |
| C. Atlético Osasuna      | 2-1  | R. Sporting de Gijón           | 1-1 | 1-0    |
| U. E. Figueres           | 3-2  | R. C. D. Espanyol de Barcelona | 1-1 | 2-1    |
| U. E. Lleida             | 2-3  | Real Zaragoza C. D.            | 1-1 | 1-2    |
| C. D. Badajoz            | 0-3  | C. P. Mérida                   | 0-0 | 0-3    |
| C. D. Toledo             | 0-3  | U. D. Salamanca                | 0-1 | 0-2    |
| Rayo Vallecano de Madrid | 0-1  | C. F. Extremadura              | 0-1 | 0-0    |
| Hércules C. F.           | 0-4  | Valencia C. F.                 | 0-3 | 0-1    |
| Novelda C. F.            | 1-0  | Elche C. F.                    | 1-0 | 0-0    |
| Lorca C. F.              | 4-4  | Albacete Balompié              | 0-2 | 4-2    |
| C. F. Sóller             | 1-7  | R. C. D. Mallorca              | 1-1 | 0-6    |
| Xerez C. D.              | 1-1  | Real Jaén C. F.                | 0-0 | 1-1    |
| Isla Cristina C. D.      | 1-4  | R. C. Recreativo de Huelva     | 1-2 | 0-2    |
| U. D. Las Palmas         | 5-4  | C. D. Tenerife                 | 3-2 | 2-2    |

### Partidos
| Ida; 8 de octubre de 1997 | C. D. Ourense | 0-1 | R. C. Celta de Vigo |  |  |

| Vuelta; 28 de octubre de 1997 | R. C. Celta de Vigo | 2-1 (Global 3-1) | C. D. Ourense |  |  |

| Ida; 8 de octubre de 1997 | Deportivo Alavés | 1-0 | Real Oviedo |  |  |

| Vuelta; 29 de octubre de 1997 | Real Oviedo | 0-0 (Global 0-1) | Deportivo Alavés |  |  |

| Ida; 8 de octubre de 1997 | S. D. Eibar | 0-0 | S. D. Compostela |  |  |

| Vuelta; 29 de octubre de 1997 | S. D. Compostela | 1-0 (Global 1-0) | S. D. Eibar |  |  |

| Ida; 8 de octubre de 1997 | C. D. Numancia | 2-2 | R. Racing C. de Santander |  |  |

| Vuelta; 29 de octubre de 1997 | R. Racing C. de Santander | 1-0 (Global 3-2) | C. D. Numancia |  |  |

| Ida; 8 de octubre de 1997 | Burgos C. F. | 0-2 | Real Sociedad de F. |  |  |

| Vuelta; 29 de octubre de 1997 | Real Sociedad de F. | 0-0 (Global 2-0) | Burgos C. F. |  |  |

| Ida; 8 de octubre de 1997 | C. Atlético Osasuna | 1-1 | R. Sporting de Gijón |  |  |

| Vuelta; 29 de octubre de 1997 | R. Sporting de Gijón | 0-1 (Global 1-2) | C. Atlético Osasuna |  |  |

| Ida; 8 de octubre de 1997 | U. E. Figueres | 1-1 | R. C. D. Espanyol de Barcelona |  |  |

| Vuelta; 29 de octubre de 1997 | R. C. D. Espanyol de Barcelona | 1-2 (Global 2-3) | U. E. Figueres |  |  |

| Ida; 8 de octubre de 1997 | U. E. Lleida | 1-1 | Real Zaragoza C. D. |  |  |

| Vuelta; 29 de octubre de 1997 | Real Zaragoza C. D. | 2-1 (Global 3-2) | U. E. Lleida |  |  |

| Ida; 9 de octubre de 1997 | C. D. Badajoz | 0-0 | C. P. Mérida |  |  |

| Vuelta; 29 de octubre de 1997 | C. P. Mérida | 3-0 (Global 3-0) | C. D. Badajoz |  |  |

| Ida; 8 de octubre de 1997 | C. D. Toledo | 0-1 | U. D. Salamanca |  |  |

| Vuelta; 29 de octubre de 1997 | U. D. Salamanca | 2-0 (Global 3-0) | C. D. Toledo |  |  |

| Ida; 8 de octubre de 1997 | Rayo Vallecano de Madrid | 0-1 | C. F. Extremadura |  |  |

| Vuelta; 29 de octubre de 1997 | C. F. Extremadura | 0-0 (Global 1-0) | Rayo Vallecano de Madrid |  |  |

| Ida; 8 de octubre de 1997 | Hércules C. F. | 0-3 | Valencia C. F. |  |  |

| Vuelta; 29 de octubre de 1997 | Valencia C. F. | 1-0 (Global 4-0) | Hércules C. F. |  |  |

| Ida; 8 de octubre de 1997 | Novelda C. F. | 1-0 | Elche C. F. |  |  |

| Vuelta; 29 de octubre de 1997 | Elche C. F. | 0-0 (Global 0-1) | Novelda C. F. |  |  |

| Ida; 8 de octubre de 1997 | Lorca C. F. | 0-2 | Albacete Balompié |  |  |

| Vuelta; 29 de octubre de 1997 | Albacete Balompié | 2-4 (Global 4-4) | Lorca C. F. |  |  |

| Ida; 8 de octubre de 1997 | C. F. Sóller | 1-1 | R. C. D. Mallorca |  |  |

| Vuelta; 29 de octubre de 1997 | R. C. D. Mallorca | 6-0 (Global 7-1) | C. F. Sóller |  |  |

| Ida; 8 de octubre de 1997 | Xerez C. D. | 0-0 | Real Jaén C. F. |  |  |

| Vuelta; 29 de octubre de 1997 | Real Jaén C. F. | 1-1 (Global 1-1) | Xerez C. D. |  |  |

| Ida; 8 de octubre de 1997 | Isla Cristina C. D. | 1-2 | R. C. Recreativo de Huelva |  |  |

| Vuelta; 29 de octubre de 1997 | R. C. Recreativo de Huelva | 2-0 (Global 4-1) | Isla Cristina C. D. |  |  |

| Ida; 8 de octubre de 1997 | U. D. Las Palmas | 3-2 | C. D. Tenerife |  |  |

| Vuelta; 29 de octubre de 1997 | C. D. Tenerife | 2-2 (Global 4-5) | U. D. Las Palmas |  |  |

## Segunda ronda
La eliminatoria se decidió a doble partido, disputados entre los días 2 de diciembre de 1997 y el 8 de enero de 1998.

### Cuadro
| Equipo 1                   | Agr. | Equipo 2                  | Ida | Vuelta |
| -------------------------- | ---- | ------------------------- | --- | ------ |
| U. D. Las Palmas           | 4-4  | R. C. D. Mallorca         | 3-2 | 1-2    |
| R. C. Recreativo de Huelva | 2-6  | R. C. Celta de Vigo       | 0-1 | 2-5    |
| U. E. Figueres             | 2-3  | Valencia C. F.            | 1-1 | 1-2    |
| Novelda C. F.              | 3-7  | Real Zaragoza C. D.       | 2-2 | 1-5    |
| Lorca C. F.                | 3-4  | C. P. Mérida              | 2-0 | 1-4    |
| Deportivo Alavés           | 3-2  | S. D. Compostela          | 1-0 | 2-2    |
| Xerez C. D.                | 3-4  | Real Sociedad de F.       | 1-0 | 2-4    |
| C. Atlético Osasuna        | 3-2  | R. Racing C. de Santander | 3-0 | 0-2    |
| C. F. Extremadura          | 2-2  | U. D. Salamanca           | 1-0 | 1-2    |

### Partidos
| Ida; 2 de diciembre de 1997 | U. D. Las Palmas | 3-2 | R. C. D. Mallorca |  |  |

| Vuelta; 7 de enero de 1998 | R. C. D. Mallorca | 2-1 (Global 4-4) | U. D. Las Palmas |  |  |

| Ida; 3 de diciembre de 1997 | R. C. Recreativo de Huelva | 0-1 | R. C. Celta de Vigo |  |  |

| Vuelta; 7 de enero de 1998 | R. C. Celta de Vigo | 5-2 (Global 6-2) | R. C. Recreativo de Huelva |  |  |

| Ida; 3 de diciembre de 1997 | U. E. Figueres | 1-1 | Valencia C. F. |  |  |

| Vuelta; 7 de enero de 1998 | Valencia C. F. | 2-1 (Global 3-2) | U. E. Figueres |  |  |

| Ida; 3 de diciembre de 1997 | Novelda C. F. | 2-2 | Real Zaragoza C. D. |  |  |

| Vuelta; 7 de enero de 1998 | Real Zaragoza C. D. | 5-1 (Global 7-3) | Novelda C. F. |  |  |

| Ida; 3 de diciembre de 1997 | Lorca C. F. | 2-0 | C. P. Mérida |  |  |

| Vuelta; 7 de enero de 1998 | C. P. Mérida | 4-1 (Global 4-3) | Lorca C. F. |  |  |

| Ida; 3 de diciembre de 1997 | Deportivo Alavés | 1-0 | S. D. Compostela |  |  |

| Vuelta; 6 de enero de 1998 | S. D. Compostela | 2-2 (Global 2-3) | Deportivo Alavés |  |  |

| Ida; 4 de diciembre de 1997 | Xerez C. D. | 1-0 | Real Sociedad de F. |  |  |

| Vuelta; 7 de enero de 1998 | Real Sociedad de F. | 4-2 (Global 4-3) | Xerez C. D. |  |  |

| Ida; 3 de diciembre de 1997 | C. Atlético Osasuna | 3-0 | R. Racing C. de Santander |  |  |

| Vuelta; 7 de enero de 1998 | R. Racing C. de Santander | 2-0 (Global 2-3) | C. Atlético Osasuna |  |  |

| Ida; 3 de diciembre de 1997 | C. F. Extremadura | 1-0 | U. D. Salamanca |  |  |

| Vuelta; 8 de enero de 1998 | U. D. Salamanca | 2-1 (Global 2-2) | C. F. Extremadura |  |  |

## Fase final
|  | Octavos de final                                                 | Octavos de final                                                 | Octavos de final                                                 | Octavos de final                                                 |   |               | Cuartos de final                                                   | Cuartos de final                                                   | Cuartos de final                                                   | Cuartos de final                                                   |  |           | Semifinales                                                          | Semifinales                                                          | Semifinales                                                          | Semifinales                                                          |  |                | Final                                             | Final                                             |  |
|  | 13 y 15 de enero de 1998 (ida) 20 y 22 de enero de 1998 (vuelta) | 13 y 15 de enero de 1998 (ida) 20 y 22 de enero de 1998 (vuelta) | 13 y 15 de enero de 1998 (ida) 20 y 22 de enero de 1998 (vuelta) | 13 y 15 de enero de 1998 (ida) 20 y 22 de enero de 1998 (vuelta) |   |               | 3 y 5 de febrero de 1998 (ida) 10 y 12 de febrero de 1998 (vuelta) | 3 y 5 de febrero de 1998 (ida) 10 y 12 de febrero de 1998 (vuelta) | 3 y 5 de febrero de 1998 (ida) 10 y 12 de febrero de 1998 (vuelta) | 3 y 5 de febrero de 1998 (ida) 10 y 12 de febrero de 1998 (vuelta) |  |           | 18 y 19 de febrero de 1998 (ida) 25 y 26 de febrero de 1998 (vuelta) | 18 y 19 de febrero de 1998 (ida) 25 y 26 de febrero de 1998 (vuelta) | 18 y 19 de febrero de 1998 (ida) 25 y 26 de febrero de 1998 (vuelta) | 18 y 19 de febrero de 1998 (ida) 25 y 26 de febrero de 1998 (vuelta) |  |                | 29 de abril de 1998 Estadio de Mestalla, Valencia | 29 de abril de 1998 Estadio de Mestalla, Valencia |  |
|  |                                                                  |                                                                  |                                                                  |                                                                  |   |               |                                                                    |                                                                    |                                                                    |                                                                    |  |           |                                                                      |                                                                      |                                                                      |                                                                      |  |                |                                                   |                                                   |  |
|  |                                                                  |                                                                  |                                                                  |                                                                  |   |               |                                                                    |                                                                    |                                                                    |                                                                    |  |           |                                                                      |                                                                      |                                                                      |                                                                      |  |                |                                                   |                                                   |  |
|  | Barcelona                                                        | 2                                                                | 3                                                                | 5                                                                |   |               |                                                                    |                                                                    |                                                                    |                                                                    |  |           |                                                                      |                                                                      |                                                                      |                                                                      |  |                |                                                   |                                                   |  |
|  | Barcelona                                                        | 2                                                                | 3                                                                | 5                                                                |   |               |                                                                    |                                                                    |                                                                    |                                                                    |  |           |                                                                      |                                                                      |                                                                      |                                                                      |  |                |                                                   |                                                   |  |
|  | Valencia                                                         | 1                                                                | 1                                                                | 2                                                                |   |               |                                                                    |                                                                    |                                                                    |                                                                    |  |           |                                                                      |                                                                      |                                                                      |                                                                      |  |                |                                                   |                                                   |  |
|  | Valencia                                                         | 1                                                                | 1                                                                | 2                                                                |   | Barcelona     | 2                                                                  | 3                                                                  | 5                                                                  |                                                                    |  |           |                                                                      |                                                                      |                                                                      |                                                                      |  |                |                                                   |                                                   |  |
|  |                                                                  |                                                                  |                                                                  |                                                                  |   | Barcelona     | 2                                                                  | 3                                                                  | 5                                                                  |                                                                    |  |           |                                                                      |                                                                      |                                                                      |                                                                      |  |                |                                                   |                                                   |  |
|  |                                                                  |                                                                  | Mérida                                                           | 0                                                                | 0 | 0             |                                                                    |                                                                    |                                                                    |                                                                    |  |           |                                                                      |                                                                      |                                                                      |                                                                      |  |                |                                                   |                                                   |  |
|  | Real Valladolid                                                  | 1                                                                | Mérida                                                           | 0                                                                | 0 | 0             | 1                                                                  | 2                                                                  |                                                                    |                                                                    |  |           |                                                                      |                                                                      |                                                                      |                                                                      |  |                |                                                   |                                                   |  |
|  | Real Valladolid                                                  | 1                                                                |                                                                  |                                                                  |   |               |                                                                    |                                                                    |                                                                    |                                                                    |  |           |                                                                      |                                                                      |                                                                      |                                                                      |  |                |                                                   |                                                   |  |
|  | Mérida                                                           | 1                                                                | 3                                                                | 4                                                                |   |               |                                                                    |                                                                    |                                                                    |                                                                    |  |           |                                                                      |                                                                      |                                                                      |                                                                      |  |                |                                                   |                                                   |  |
|  | Mérida                                                           | 1                                                                | 3                                                                | 4                                                                |   |               |                                                                    |                                                                    |                                                                    |                                                                    |  | Barcelona | 5                                                                    | 0                                                                    | 5                                                                    |                                                                      |  |                |                                                   |                                                   |  |
|  |                                                                  |                                                                  |                                                                  |                                                                  |   |               |                                                                    |                                                                    |                                                                    |                                                                    |  | Barcelona | 5                                                                    | 0                                                                    | 5                                                                    |                                                                      |  |                |                                                   |                                                   |  |
|  |                                                                  |                                                                  | Real Zaragoza                                                    | 2                                                                | 0 | 2             |                                                                    |                                                                    |                                                                    |                                                                    |  |           |                                                                      |                                                                      |                                                                      |                                                                      |  |                |                                                   |                                                   |  |
|  | Real Zaragoza                                                    | 2                                                                | Real Zaragoza                                                    | 2                                                                | 0 | 2             | 1                                                                  | 3                                                                  |                                                                    |                                                                    |  |           |                                                                      |                                                                      |                                                                      |                                                                      |  |                |                                                   |                                                   |  |
|  | Real Zaragoza                                                    | 2                                                                |                                                                  |                                                                  |   |               |                                                                    |                                                                    |                                                                    |                                                                    |  |           |                                                                      |                                                                      |                                                                      |                                                                      |  |                |                                                   |                                                   |  |
|  | Atlético de Madrid                                               | 0                                                                | 2                                                                | 2                                                                |   |               |                                                                    |                                                                    |                                                                    |                                                                    |  |           |                                                                      |                                                                      |                                                                      |                                                                      |  |                |                                                   |                                                   |  |
|  | Atlético de Madrid                                               | 0                                                                | 2                                                                | 2                                                                |   | Real Zaragoza | 3                                                                  | 2                                                                  | 5                                                                  |                                                                    |  |           |                                                                      |                                                                      |                                                                      |                                                                      |  |                |                                                   |                                                   |  |
|  |                                                                  |                                                                  |                                                                  |                                                                  |   | Real Zaragoza | 3                                                                  | 2                                                                  | 5                                                                  |                                                                    |  |           |                                                                      |                                                                      |                                                                      |                                                                      |  |                |                                                   |                                                   |  |
|  |                                                                  |                                                                  | Real Betis                                                       | 0                                                                | 2 | 2             |                                                                    |                                                                    |                                                                    |                                                                    |  |           |                                                                      |                                                                      |                                                                      |                                                                      |  |                |                                                   |                                                   |  |
|  | Real Sociedad                                                    | 0                                                                | Real Betis                                                       | 0                                                                | 2 | 2             | 1                                                                  | 1                                                                  |                                                                    |                                                                    |  |           |                                                                      |                                                                      |                                                                      |                                                                      |  |                |                                                   |                                                   |  |
|  | Real Sociedad                                                    | 0                                                                |                                                                  |                                                                  |   |               |                                                                    |                                                                    |                                                                    |                                                                    |  |           |                                                                      |                                                                      |                                                                      |                                                                      |  |                |                                                   |                                                   |  |
|  | Real Betis                                                       | 2                                                                | 1                                                                | 3                                                                |   |               |                                                                    |                                                                    |                                                                    |                                                                    |  |           |                                                                      |                                                                      |                                                                      |                                                                      |  |                |                                                   |                                                   |  |
|  | Real Betis                                                       | 2                                                                | 1                                                                | 3                                                                |   |               |                                                                    |                                                                    |                                                                    |                                                                    |  |           |                                                                      |                                                                      |                                                                      |                                                                      |  | Barcelona (p.) | 1 (5)                                             |                                                   |  |
|  |                                                                  |                                                                  |                                                                  |                                                                  |   |               |                                                                    |                                                                    |                                                                    |                                                                    |  |           |                                                                      |                                                                      |                                                                      |                                                                      |  | Barcelona (p.) | 1 (5)                                             |                                                   |  |
|  |                                                                  |                                                                  | Mallorca                                                         | 1 (4)                                                            |   |               |                                                                    |                                                                    |                                                                    |                                                                    |  |           |                                                                      |                                                                      |                                                                      |                                                                      |  |                |                                                   |                                                   |  |
|  | Alavés (v.)                                                      | 1                                                                | Mallorca                                                         | 1 (4)                                                            | 1 | 2             |                                                                    |                                                                    |                                                                    |                                                                    |  |           |                                                                      |                                                                      |                                                                      |                                                                      |  |                |                                                   |                                                   |  |
|  | Alavés (v.)                                                      | 1                                                                |                                                                  |                                                                  |   |               |                                                                    |                                                                    |                                                                    |                                                                    |  |           |                                                                      |                                                                      |                                                                      |                                                                      |  |                |                                                   |                                                   |  |
|  | Real Madrid                                                      | 0                                                                | 2                                                                | 2                                                                |   |               |                                                                    |                                                                    |                                                                    |                                                                    |  |           |                                                                      |                                                                      |                                                                      |                                                                      |  |                |                                                   |                                                   |  |
|  | Real Madrid                                                      | 0                                                                | 2                                                                | 2                                                                |   | Alavés        | 3                                                                  | 0                                                                  | 3                                                                  |                                                                    |  |           |                                                                      |                                                                      |                                                                      |                                                                      |  |                |                                                   |                                                   |  |
|  |                                                                  |                                                                  |                                                                  |                                                                  |   | Alavés        | 3                                                                  | 0                                                                  | 3                                                                  |                                                                    |  |           |                                                                      |                                                                      |                                                                      |                                                                      |  |                |                                                   |                                                   |  |
|  |                                                                  |                                                                  | Deportivo La Coruña                                              | 1                                                                | 0 | 1             |                                                                    |                                                                    |                                                                    |                                                                    |  |           |                                                                      |                                                                      |                                                                      |                                                                      |  |                |                                                   |                                                   |  |
|  | Osasuna                                                          | 0                                                                | Deportivo La Coruña                                              | 1                                                                | 0 | 1             | 1                                                                  | 1                                                                  |                                                                    |                                                                    |  |           |                                                                      |                                                                      |                                                                      |                                                                      |  |                |                                                   |                                                   |  |
|  | Osasuna                                                          | 0                                                                |                                                                  |                                                                  |   |               |                                                                    |                                                                    |                                                                    |                                                                    |  |           |                                                                      |                                                                      |                                                                      |                                                                      |  |                |                                                   |                                                   |  |
|  | Deportivo La Coruña                                              | 1                                                                | 2                                                                | 3                                                                |   |               |                                                                    |                                                                    |                                                                    |                                                                    |  |           |                                                                      |                                                                      |                                                                      |                                                                      |  |                |                                                   |                                                   |  |
|  | Deportivo La Coruña                                              | 1                                                                | 2                                                                | 3                                                                |   |               |                                                                    |                                                                    |                                                                    |                                                                    |  | Alavés    | 1                                                                    | 0                                                                    | 1                                                                    |                                                                      |  |                |                                                   |                                                   |  |
|  |                                                                  |                                                                  |                                                                  |                                                                  |   |               |                                                                    |                                                                    |                                                                    |                                                                    |  | Alavés    | 1                                                                    | 0                                                                    | 1                                                                    |                                                                      |  |                |                                                   |                                                   |  |
|  |                                                                  |                                                                  | Mallorca                                                         | 2                                                                | 1 | 3             |                                                                    |                                                                    |                                                                    |                                                                    |  |           |                                                                      |                                                                      |                                                                      |                                                                      |  |                |                                                   |                                                   |  |
|  | Extremadura                                                      | 2                                                                | Mallorca                                                         | 2                                                                | 1 | 3             | 1                                                                  | 3                                                                  |                                                                    |                                                                    |  |           |                                                                      |                                                                      |                                                                      |                                                                      |  |                |                                                   |                                                   |  |
|  | Extremadura                                                      | 2                                                                |                                                                  |                                                                  |   |               |                                                                    |                                                                    |                                                                    |                                                                    |  |           |                                                                      |                                                                      |                                                                      |                                                                      |  |                |                                                   |                                                   |  |
|  | Athletic Club                                                    | 0                                                                | 4                                                                | 4                                                                |   |               |                                                                    |                                                                    |                                                                    |                                                                    |  |           |                                                                      |                                                                      |                                                                      |                                                                      |  |                |                                                   |                                                   |  |
|  | Athletic Club                                                    | 0                                                                | 4                                                                | 4                                                                |   | Athletic Club | 2                                                                  | 0                                                                  | 2                                                                  |                                                                    |  |           |                                                                      |                                                                      |                                                                      |                                                                      |  |                |                                                   |                                                   |  |
|  |                                                                  |                                                                  |                                                                  |                                                                  |   | Athletic Club | 2                                                                  | 0                                                                  | 2                                                                  |                                                                    |  |           |                                                                      |                                                                      |                                                                      |                                                                      |  |                |                                                   |                                                   |  |
|  |                                                                  |                                                                  | Mallorca (v.)                                                    | 1                                                                | 1 | 2             |                                                                    |                                                                    |                                                                    |                                                                    |  |           |                                                                      |                                                                      |                                                                      |                                                                      |  |                |                                                   |                                                   |  |
|  | Mallorca (v.)                                                    | 1                                                                | Mallorca (v.)                                                    | 1                                                                | 1 | 2             | 1                                                                  | 2                                                                  |                                                                    |                                                                    |  |           |                                                                      |                                                                      |                                                                      |                                                                      |  |                |                                                   |                                                   |  |
|  | Mallorca (v.)                                                    | 1                                                                |                                                                  |                                                                  |   |               |                                                                    |                                                                    |                                                                    |                                                                    |  |           |                                                                      |                                                                      |                                                                      |                                                                      |  |                |                                                   |                                                   |  |
|  | Celta de Vigo                                                    | 0                                                                | 2                                                                | 2                                                                |   |               |                                                                    |                                                                    |                                                                    |                                                                    |  |           |                                                                      |                                                                      |                                                                      |                                                                      |  |                |                                                   |                                                   |  |
|  | Celta de Vigo                                                    | 0                                                                | 2                                                                | 2                                                                |   |               |                                                                    |                                                                    |                                                                    |                                                                    |  |           |                                                                      |                                                                      |                                                                      |                                                                      |  |                |                                                   |                                                   |  |
|  |                                                                  |                                                                  |                                                                  |                                                                  |   |               |                                                                    |                                                                    |                                                                    |                                                                    |  |           |                                                                      |                                                                      |                                                                      |                                                                      |  |                |                                                   |                                                   |  |

## Octavos de final
La eliminatoria se decidió a doble partido, disputados entre los días 13 de enero de 1998 y el 22 de enero de 1998.

### Cuadro
| Equipo 1              | Agr. | Equipo 2                     | Ida | Vuelta |
| --------------------- | ---- | ---------------------------- | --- | ------ |
| Deportivo Alavés      | 2-2  | Real Madrid C. F.            | 1-0 | 1-2    |
| C. Atlético Osasuna   | 1-3  | R. C. Deportivo de La Coruña | 0-1 | 1-2    |
| Real Sociedad de F.   | 1-3  | Real Betis Balompié          | 0-2 | 1-1    |
| Real Zaragoza C. D.   | 3-2  | C. Atlético de Madrid        | 2-0 | 1-2    |
| C. F. Extremadura     | 3-4  | Athletic Club                | 2-0 | 1-4    |
| Real Valladolid C. F. | 2-4  | C. P. Mérida                 | 1-1 | 1-3    |
| R. C. D. Mallorca     | 2-2  | R. C. Celta de Vigo          | 1-0 | 1-2    |
| F. C. Barcelona       | 5-2  | Valencia C. F.               | 2-1 | 3-1    |

### Partidos
| Ida; 13 de enero de 1998 | Deportivo Alavés | 1-0 | Real Madrid C. F. |  |  |

| Vuelta; 21 de enero de 1998 | Real Madrid C. F. | 2-1 (Global 2-2) | Deportivo Alavés |  |  |

| Ida; 14 de enero de 1998 | C. Atlético Osasuna | 0-1 | R. C. Deportivo de La Coruña |  |  |

| Vuelta; 21 de enero de 1998 | R. C. Deportivo de La Coruña | 2-1 (Global 3-1) | C. Atlético Osasuna |  |  |

| Ida; 14 de enero de 1998 | Real Sociedad de F. | 0-2 | Real Betis Balompié |  |  |

| Vuelta; 21 de enero de 1998 | Real Betis Balompié | 1-1 (Global 3-1) | Real Sociedad de F. |  |  |

| Ida; 14 de enero de 1998 | Real Zaragoza C. D. | 2-0 | C. Atlético de Madrid |  |  |

| Vuelta; 20 de enero de 1998 | C. Atlético de Madrid | 2-1 (Global 2-3) | Real Zaragoza C. D. |  |  |

| Ida; 14 de enero de 1998 | C. F. Extremadura | 2-0 | Athletic Club |  |  |

| Vuelta; 21 de enero de 1998 | Athletic Club | 4-1 (Global 4-3) | C. F. Extremadura |  |  |

| Ida; 14 de enero de 1998 | Real Valladolid C. F. | 1-1 | C. P. Mérida |  |  |

| Vuelta; 21 de enero de 1998 | C. P. Mérida | 3-1 (Global 4-2) | Real Valladolid C. F. |  |  |

| Ida; 14 de enero de 1998 | R. C. D. Mallorca | 1-0 | R. C. Celta de Vigo |  |  |

| Vuelta; 21 de enero de 1998 | R. C. Celta de Vigo | 2-1 (Global 2-2) | R. C. D. Mallorca |  |  |

| Ida; 15 de enero de 1998 | F. C. Barcelona | 2-1 | Valencia C. F. |  |  |

| Vuelta; 22 de enero de 1998 | Valencia C. F. | 1-3 (Global 2-5) | F. C. Barcelona |  |  |

## Cuartos de final
La eliminatoria se decidió a doble partido, disputados entre los días 3 de febrero de 1998 y el 12 de febrero de 1998.

### Cuadro
| Equipo 1            | Agr. | Equipo 2                     | Ida | Vuelta |
| ------------------- | ---- | ---------------------------- | --- | ------ |
| F. C. Barcelona     | 5-0  | C. P. Mérida                 | 2-0 | 3-0    |
| Athletic Club       | 2-2  | R. C. D. Mallorca            | 2-1 | 0-1    |
| Deportivo Alavés    | 3-1  | R. C. Deportivo de La Coruña | 3-1 | 0-0    |
| Real Zaragoza C. D. | 5-2  | Real Betis Balompié          | 3-0 | 2-2    |

### Partidos
| Ida; 5 de febrero de 1998 | F. C. Barcelona | 2-0 | C. P. Mérida |  |  |

| Vuelta; 11 de febrero de 1998 | C. P. Mérida | 0-3 (Global 0-5) | F. C. Barcelona |  |  |

| Ida; 3 de febrero de 1998 | Athletic Club | 2-1 | R. C. D. Mallorca |  |  |

| Vuelta; 10 de febrero de 1998 | R. C. D. Mallorca | 1-0 (Global 2-2) | Athletic Club |  |  |

| Ida; 4 de febrero de 1998 | Deportivo Alavés | 3-1 | R. C. Deportivo de La Coruña |  |  |

| Vuelta; 11 de febrero de 1998 | R. C. Deportivo de La Coruña | 0-0 (Global 1-3) | Deportivo Alavés |  |  |

| Ida; 4 de febrero de 1998 | Real Zaragoza C. D. | 3-0 | Real Betis Balompié |  |  |

| Vuelta; 12 de febrero de 1998 | Real Betis Balompié | 2-2 (Global 2-5) | Real Zaragoza C. D. |  |  |

## Semifinales
La eliminatoria se decidió a doble partido, disputados entre los días 18 de febrero de 1998 y el 26 de febrero de 1998.

### Cuadro
| Equipo 1         | Agr. | Equipo 2            | Ida | Vuelta |
| ---------------- | ---- | ------------------- | --- | ------ |
| F. C. Barcelona  | 5-2  | Real Zaragoza C. D. | 5-2 | 0-0    |
| Deportivo Alavés | 1-3  | R. C. D. Mallorca   | 1-2 | 0-1    |

### Partidos
| Ida; 18 de febrero de 1998 | F. C. Barcelona | 5-2 | Real Zaragoza C. D. |  |  |

| Vuelta; 26 de febrero de 1998 | Real Zaragoza C. D. | 0-0 (Global 2-5) | F. C. Barcelona |  |  |

| Ida; 19 de febrero de 1998 | Deportivo Alavés | 1-2 | R. C. D. Mallorca |  |  |

| Vuelta; 25 de febrero de 1998 | R. C. D. Mallorca | 1-0 (Global 3-1) | Deportivo Alavés |  |  |

## Final
| 29 de abril de 1998, 21:00 (CET) | F. C. Barcelona                                                          | 1:1 (0:1) (t. s.)(5:4 p.)  | R. C. D. Mallorca                                                                | Estadio de Mestalla, Valencia |                           |
|                                  | Rivaldo 66'                                                              |                            | Stanković 6'                                                                     | Árbitro(s): Daudén Ibáñez     | Árbitro(s): Daudén Ibáñez |
|                                  |                                                                          | Tiros desde el punto penal |                                                                                  |                               |                           |
|                                  | - Rivaldo - Giovanni - Celades - Pizzi - Roger - Figo - Oscar - Reiziger |                            | - Rocha - Paco Soler - Iván Campo - Olaizola - Roa - Stanković - Amato - Eskurza |                               |                           |

| 13 | POR | Ruud Hesp          |      |
| 22 | DEF | Michael Reiziger   |      |
| 20 | DEF | Miguel Ángel Nadal |      |
| 17 | DEF | Winston Bogarde    |      |
| 2  | DEF | Albert Ferrer      | 50'  |
| 26 | MED | Albert Celades     |      |
| 21 | MED | Luis Enrique       | 106' |
| 10 | MED | Giovanni Silva     |      |
| 11 | MED | Rivaldo            |      |
| 7  | MED | Luis Figo          |      |
| 9  | DEL | Sonny Anderson     | 76'  |
| DT | DT  | Louis van Gaal     |      |

| 17 | POR | Carlos Roa          |     |
| 5  | DEF | Marcelino Elena     |     |
| 12 | DEF | Iván Campo          |     |
| 14 | DEF | Javier Olaizola     |     |
| 21 | DEF | Enrique Romero      |     |
| 2  | MED | Oscar Mena          |     |
| 19 | MED | Juan Carlos Valerón | 91' |
| 23 | MED | Vicente Engonga     | 69' |
| 11 | MED | Jovan Stanković     |     |
| 10 | DEL | Santiago Ezquerro   | 71' |
| 9  | DEL | Gabriel Amato       |     |
| DT | DT  | Héctor Cúper        |     |

| 27 | DEF | Roger García       | 50'  |
| 19 | DEL | Juan Antonio Pizzi | 76'  |
| 6  | MED | Óscar García       | 106' |

| 18 | MED | Xabier Eskurza | 69' |
| 15 | MED | Paco Soler     | 71' |
| 3  | DEF | Iván Rocha     | 91' |

|  | 66' | Rivaldo | 1-1 |

|  | 6' | Jovan Stanković | 0-1 |

|  | 0-0 | Rivaldo            |
|  | 1-0 | Giovanni           |
|  | 1-1 | Albert Celades     |
|  | 2-1 | Juan Antonio Pizzi |
|  | 3-2 | Roger García       |
|  | 3-3 | Luis Figo          |
|  | 4-3 | Óscar García       |
|  | 5-4 | Michael Reiziger   |

|  | 0-0 | Iván Rocha      |
|  | 1-1 | Paco Soler      |
|  | 1-1 | Iván Campo      |
|  | 2-2 | Javier Olaizola |
|  | 3-3 | Carlos Roa      |
|  | 3-3 | Jovan Stanković |
|  | 4-4 | Gabriel Amato   |
|  | 5-4 | Xabier Eskurza  |

|  | 2'   | Rivaldo            |
|  | 54'  | Albert Ferrer      |
|  | 62'  | Roger García       |
|  | 77'  | Miguel Ángel Nadal |
|  | 111' | Luis Figo          |

|  | 1'   | Marcelino Elena     |
|  | 46'  | Vicente Engonga     |
|  | 76'  | Juan Carlos Valerón |
|  | 84'  | Iván Campo          |
|  | 84'  | Enrique Romero      |
|  | 117' | Xabier Eskurza      |

|  | 84' | Oscar Mena     |
|  | 93' | Enrique Romero |

| Árbitro: | Arturo Daudén Ibáñez |

| 13 | POR | Ruud Hesp          |      |
| 22 | DEF | Michael Reiziger   |      |
| 20 | DEF | Miguel Ángel Nadal |      |
| 17 | DEF | Winston Bogarde    |      |
| 2  | DEF | Albert Ferrer      | 50'  |
| 26 | MED | Albert Celades     |      |
| 21 | MED | Luis Enrique       | 106' |
| 10 | MED | Giovanni Silva     |      |
| 11 | MED | Rivaldo            |      |
| 7  | MED | Luis Figo          |      |
| 9  | DEL | Sonny Anderson     | 76'  |
| DT | DT  | Louis van Gaal     |      |

| 17 | POR | Carlos Roa          |     |
| 5  | DEF | Marcelino Elena     |     |
| 12 | DEF | Iván Campo          |     |
| 14 | DEF | Javier Olaizola     |     |
| 21 | DEF | Enrique Romero      |     |
| 2  | MED | Oscar Mena          |     |
| 19 | MED | Juan Carlos Valerón | 91' |
| 23 | MED | Vicente Engonga     | 69' |
| 11 | MED | Jovan Stanković     |     |
| 10 | DEL | Santiago Ezquerro   | 71' |
| 9  | DEL | Gabriel Amato       |     |
| DT | DT  | Héctor Cúper        |     |

| 27 | DEF | Roger García       | 50'  |
| 19 | DEL | Juan Antonio Pizzi | 76'  |
| 6  | MED | Óscar García       | 106' |

| 18 | MED | Xabier Eskurza | 69' |
| 15 | MED | Paco Soler     | 71' |
| 3  | DEF | Iván Rocha     | 91' |

|  | 66' | Rivaldo | 1-1 |

|  | 6' | Jovan Stanković | 0-1 |

|  | 0-0 | Rivaldo            |
|  | 1-0 | Giovanni           |
|  | 1-1 | Albert Celades     |
|  | 2-1 | Juan Antonio Pizzi |
|  | 3-2 | Roger García       |
|  | 3-3 | Luis Figo          |
|  | 4-3 | Óscar García       |
|  | 5-4 | Michael Reiziger   |

|  | 0-0 | Iván Rocha      |
|  | 1-1 | Paco Soler      |
|  | 1-1 | Iván Campo      |
|  | 2-2 | Javier Olaizola |
|  | 3-3 | Carlos Roa      |
|  | 3-3 | Jovan Stanković |
|  | 4-4 | Gabriel Amato   |
|  | 5-4 | Xabier Eskurza  |

|  | 2'   | Rivaldo            |
|  | 54'  | Albert Ferrer      |
|  | 62'  | Roger García       |
|  | 77'  | Miguel Ángel Nadal |
|  | 111' | Luis Figo          |

|  | 1'   | Marcelino Elena     |
|  | 46'  | Vicente Engonga     |
|  | 76'  | Juan Carlos Valerón |
|  | 84'  | Iván Campo          |
|  | 84'  | Enrique Romero      |
|  | 117' | Xabier Eskurza      |

|  | 84' | Oscar Mena     |
|  | 93' | Enrique Romero |

| Árbitro: | Arturo Daudén Ibáñez |

|                 |
|                 |
| Campeón         |
| F. C. Barcelona |
| 24.º título     |

| Predecesor: Copa del Rey 1996-97 | Copa del Rey 1997-98 | Sucesor: Copa del Rey 1998-99 |

- Datos: Q615973